# Izaiah Brockington
Izaiah Antoine Brockington (Towson, Maryland; 12 de julio de 1999) es un baloncestista estadounidense que pertenece a la plantilla de los Birmingham Squadron de la G League. Con 1,93 metros de estatura, juega en la posición de escolta.

## Trayectoria deportiva

### Universidad
Jugó una temporada con los Bonnies de la Universidad de San Buenaventura (Nueva York), en la que promedió 4,3 puntos y 1,2 rebotes por partido. Fue transferido a los Penn State Nittany Lions de la Universidad Estatal de Pensilvania, pero estuvo fuera una temporada debido a las reglas de transferencia de la NCAA. Allí disputó dos temporadas, en las que promedió 10,1 puntos, 3,7 rebotes y 1,4 asistencias por partido.
Para su temporada senior fue nuevamente transferido, esta vez a los Cyclones de la Universidad Estatal de Iowa. Fue elegido mejor debutante e incluido en el mejor quinteto de la Big 12 Conference, tras promediar 16,9 puntos, 6,8 rebotes, 1,6 asistencias y 1,3 robos de balón por partido.

#### Estadísticas
| Año     | Equipo          | PJ       | PT       | MPP      | %TC      | %3P      | %TL      | RPP      | APP      | ROB      | TPP      | PPP      |
| ------- | --------------- | -------- | -------- | -------- | -------- | -------- | -------- | -------- | -------- | -------- | -------- | -------- |
| 2017–18 | St. Bonaventure | 34       | 1        | 11.6     | .441     | .415     | .538     | 1.2      | .9       | .4       | .1       | 4.3      |
| 2018–19 | Penn State      | Redshirt | Redshirt | Redshirt | Redshirt | Redshirt | Redshirt | Redshirt | Redshirt | Redshirt | Redshirt | Redshirt |
| 2019–20 | Penn State      | 31       | 0        | 20.8     | .445     | .267     | .703     | 2.7      | 1.1      | .8       | .1       | 8.1      |
| 2020–21 | Penn State      | 25       | 24       | 29.7     | .430     | .279     | .841     | 4.9      | 1.7      | 1.0      | .2       | 12.6     |
| 2021–22 | Iowa State      | 35       | 35       | 34.6     | .447     | .362     | .775     | 6.8      | 1.6      | 1.3      | .3       | 16.9     |
| Total   | Total           | 125      | 60       | 23.9     | .442     | .340     | .748     | 3.9      | 1.3      | .9       | .2       | 10.4     |

### Profesional
Tras no ser elegido en el Draft de la NBA de 2022, el 15 de septiembre firmó un contrato dual con los New Orleans Pelicans y los Birmingham Squadron, pero fue despedido el 24 de septiembre. El 14 de marzo de 2023 los Birmingham Squadron anunciaron que habían fichado al jugador.
El 16 de octubre de 2023 firmó con los New Orleans Pelicans, pero fue despedido seis días después. El 29 de octubre volvió a firmar con Birmingham, y el 3 de marzo de 2024 firmó un contrato de 10 días con los Pelicans. Debutó en la NBA el 5 de marzo ante Toronto Raptors anotando 4 puntos. Al término del mismo regresó a los Squadron.
El 24 de septiembre de 2024 renueva con los Pelicans, pero es cortado el 1 de octubre. El 28 de octubre se reincorporó a los Birmingham Squadron.

## Estadísticas de su carrera en la NBA

### Temporada regular
| Año     | Equipo      | PJ | PT | MPP | %TC  | %3P  | %TL | RPP | APP | ROB | TPP | PPP |
| ------- | ----------- | -- | -- | --- | ---- | ---- | --- | --- | --- | --- | --- | --- |
| 2023-24 | New Orleans | 1  | 0  | 3.4 | .400 | .000 | —   | 2.0 | .0  | .0  | .0  | 4.0 |
| Total   | Total       | 1  | 0  | 3.4 | .400 | .000 | —   | 2.0 | .0  | .0  | .0  | 4.0 |